# Claudia Malzahn
Claudia Malzahn (Halle, 23 de agosto de 1983) es una deportista alemana que compitió en judo. Su hermana Luise compitió en el mismo deporte.
Ganó una medalla de bronce en el Campeonato Mundial de Judo de 2009 y dos medallas en el Campeonato Europeo de Judo, plata en 2008 y bronce en 2005.

## Palmarés internacional
| Campeonato Mundial | Campeonato Mundial      | Campeonato Mundial | Campeonato Mundial |
| Año                | Lugar                   | Medalla            | Categoría          |
| ------------------ | ----------------------- | ------------------ | ------------------ |
| 2009               | Róterdam (Países Bajos) | Medalla de bronce  | –63 kg             |
| Campeonato Europeo |                         |                    |                    |
| Año                | Lugar                   | Medalla            | Categoría          |
| 2005               | Róterdam (Países Bajos) | Medalla de bronce  | –63 kg             |
| 2008               | Lisboa (Portugal)       | Medalla de plata   | –63 kg             |